# Kemalismo liberale

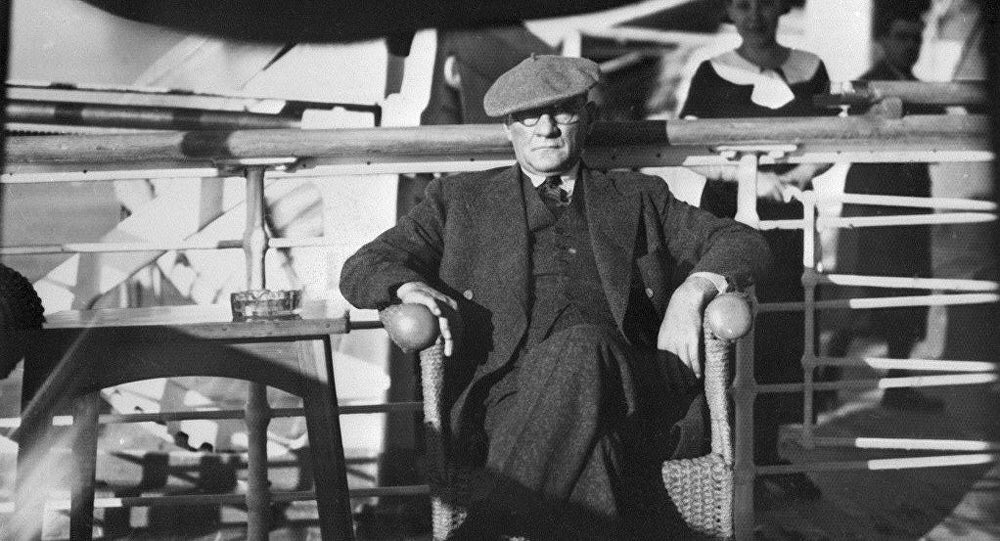
Mustafa Kemal Atatürk, fondatore e primo presidente della Turchia

Il kemalismo liberale è una convergenza tra il kemalismo, l'ideologia fondatrice della Repubblica di Turchia, e l'idea di liberalismo, che si basa sulla libertà. La maggior parte dei kemalisti liberali sostiene idee come laicità, repubblicanesimo, riformismo con il liberalismo culturale. Il kemalismo liberale è un'idea liberale in generale e l'ideologia a cui è più vicina è il liberalismo classico. È stato creato da Ahmet Ağaoğlu negli anni 1920 o '30. Ağaoğlu era in precedenza una persona nazionalista.